# Titularerzbistum Gradum
Gradum (ital.: Grado) ist ein Titularerzbistum der römisch-katholischen Kirche.
Es geht zurück auf den Sitz eines Metropoliten in der Stadt Grado in der italienischen Region Friaul-Julisch Venetien. 
| Titularerzbischöfe von Gradum |                                                     |                                                |                  |                  |
| Nr.                           | Name                                                | Amt                                            | von              | bis              |
| 1                             | José López Ortiz OSA Titularerzbischof pro hac vice | Militärbischof im Spanischen Militärordinariat | 18. Februar 1969 | 4. Mai 1992      |
| 2                             | Crescenzio Sepe                                     | Kurienerzbischof                               | 2. April 1992    | 21. Februar 2001 |
| 3                             | Diego Causero                                       | Apostolischer Nuntius                          | 21. Februar 2001 |                  |